# HBE 18–19
Die beiden normalspurigen Tenderlokomotiven HBE 18–19 waren Dampflokomotiven für den gemischten schweren Betrieb und wurden von Borsig 1938 für die Halberstadt-Blankenburger Eisenbahn gebaut. Die Lokomotiven sind ähnlich der DR-Baureihe 81 und waren für den Reibungsbetrieb auf Steigungsstrecken gedacht. 1949 wurden die Fahrzeuge von der Deutschen Reichsbahn übernommen und erst fälschlicherweise als 92 6776 und 6777 bezeichnet. Erst 1952 erfolgte ihre korrekte Umbezeichnung in 92 6879–6880. Die Lokomotiven waren bis 1966 in Betrieb und wurden dann ausgemustert.

## Geschichte

### Halberstadt-Blankenburger Eisenbahn 18 und 19
Nachdem mit den Lokomotiven der HBE Tierklasse der Beweis erbracht werden konnte, dass auch auf Strecken mit einer Steigung von 60 ‰ ein Eisenbahnbetrieb ohne Zahnstange durchgeführt werden konnte, beschaffte die Gesellschaft 1938 vom selben Hersteller wie bei der Tierklasse zwei Lokomotiven, die größenmäßig der DR-Baureihe 81 entsprachen, aber mehr für den Steigungsbetrieb ausgerüstet waren. Die Loks wurden leistungsmäßig weniger beschrieben, sodass Leistungsparameter nicht zu finden sind. Beheimatet waren sie in Blankenburg.

### Deutsche Reichsbahn 92 6879–6880
Nach der Übernahme wurden die Loks zunächst als 92 6776 und 6777 bezeichnet, weil bei ihnen die falsche Achslast für die Einstufung zugrunde gelegt wurde. Mit vollen Vorräten besaßen die Loks ein Dienstgewicht von 75,3 t und somit eine mittlere Achslast von über 18 t. Deshalb wurde 1952 ihre Nummer korrigiert, und sie erhielten die Bezeichnungen 92 6879 bis 6880. Nach der Übernahme durch die Deutsche Reichsbahn waren die Loks in Blankenburg beheimatet. Größere Ausbesserungen führte meist das Reichsbahnausbesserungswerk Berlin-Tempelhof durch, auch das Ausbesserungswerk Görlitz übernahm 1953 Aufarbeitungen nach den Schadgruppen L2 und L3. Im Ausbesserungswerk in Cottbus wurden einige Ausbesserungen durchgeführt. Für Bedarfsausbesserungen wurden die Loks nach Oebisfelde geschickt. Sie wurden 1964 und 1966 abgestellt und bis 1967 ausgemustert.

## Konstruktion
Bei Lokomotiven für Privatbahnen selten anzutreffen war die Ausrüstung mit einem Barrenrahmen, in ihm waren vier Achsen fest gelagert. Die Spurkränze des Treibradsatzes waren um 15 mm geschwächt. Angetrieben wurde die dritte Treibradachse, der Kolbendurchmesser der Zylinder war gegenüber der Reihe 81 um 100 mm vergrößert worden. Die Lok besaß eine Heusinger-Steuerung mit Kuhnscher Schleife.
Der Lokomotivkessel bestand aus zwei Schüssen, die Rohrlänge war bei ihm 3.500 mm. Der erste Schuss trug den Dampfdom, der zweite den Sanddom, der für den Steilstreckenbetrieb extra ausgelegt war. Er war mit Druckluft ausgelegt, pro Triebwerksseite ermöglichten 8 Sandfallrohre die Besandung aller Räder von vorn und von hinten. Die Speisung des Kessels wurde von zwei Strahlpumpen übernommen, sie waren innerhalb des Dampfdomes angeordnet.
Alle Räder der Lok wurden von vorn mit der Indirekten Bremse von Knorr abgebremst. Die dafür benötigte Luft lieferte eine Doppelverbundluftpumpe vom selben Hersteller. Sie war rechts neben der Rauchkammer angeordnet. Die Lokomotiven besaßen dazu noch eine Riggenbach-Gegendruckbremse und eine Wurfhebelbremse. Das Druckluftläutewerk saß bei der Lok auf dem Kesselscheitel vor dem Schornstein, neben ihm war links der Turbogenerator der elektrischen Beleuchtung.